# Giovanni Santini

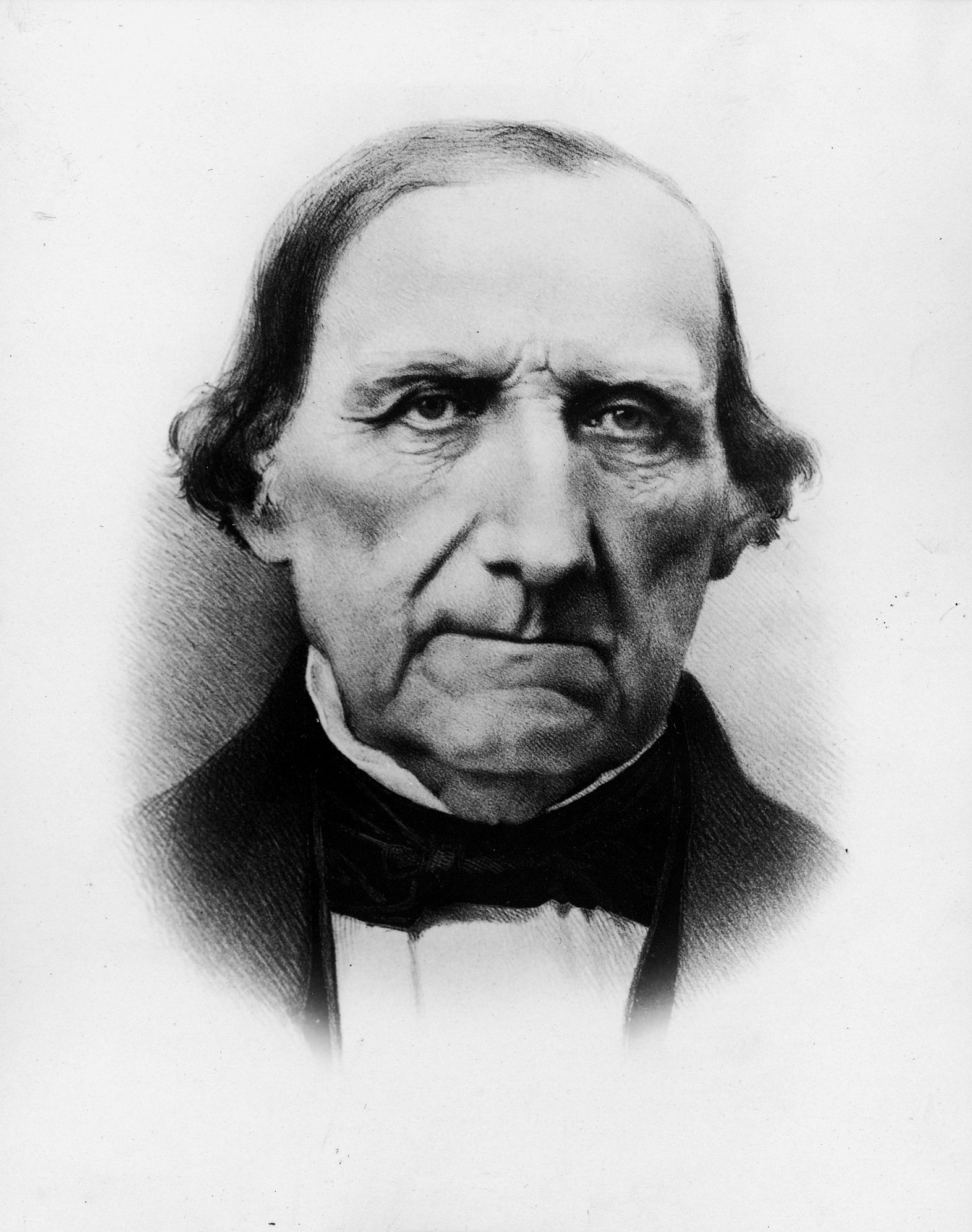
Giovanni Santini

Giovanni Santini, född den 30 januari 1787 i Caprese vid Borgo di San Sepolcro, död den 26 juni 1877 i Padua, var en italiensk astronom.
Santini blev 1806 assistent vid och 1813 direktor för observatoriet i Padua samt samma år även professor i astronomi vid universitetet där. Han var känd som utmärkt observatör, och särskilt hans fixstjärnobservationer har varit av stor betydelse för den praktiska astronomin. Bland hans många arbeten märks Elementi di astronomia (2 band, 1820).